# Associació de Futbol de Qatar
L'Associació de Futbol de Qatar (àrab: الاتحاد القطري لكرة القدم, al-Ittiḥād al-Qaṭarī li-Kurat al-Qadam, ‘Unió Qatariana de Futbol’) és la institució que regeix el futbol al Qatar. Agrupa tots els clubs de futbol del país i es fa càrrec de l'organització de la Lliga qatariana de futbol i la Copa. També és titular de la Selecció de futbol de Qatar absoluta i les de les altres categories.
- Afiliació a la FIFA: 1972
- Afiliació a l'AFC: 1974[3]
- Afiliació a la UAFA: 1978
- Afiliació a la WAFF: 2009
- Afiliació a l'AGCFF: 2016